# Nocaracris curtus
Nocaracris curtus är en insektsart som beskrevs av Leo L. Mishchenko 1951. Nocaracris curtus ingår i släktet Nocaracris och familjen Pamphagidae. Inga underarter finns listade i Catalogue of Life.